# 江苏信息职业技术学院
31°33′48″N 120°10′04″E / 31.56321°N 120.16768°E
江苏信息职业技术学院，是位于江苏省无锡市的一所全日制普通专科学校，是国家示范性软件职业技术学院。
学院拥有藕塘校区和东亭校区。

## 历史
- 2002年8月，无锡无线电工业学校（创建于1953年）与无锡市锡山职教中心（创建于1997年）合并组建江苏信息职业技术学院。

## 专业设置
| 序号 | 系（部）       | 专业名称 |
| 1    | 电子信息工程系 | 电子信息工程技术、应用电子技术、微电子技术、光伏应用技术、移动通信技术 |
| 2    | 机电工程系     | 模具设计与制造、数控技术、数控设备应用与维护、机械制造与自动化、机电设备维修与管理、计算机辅助设计与制造、精密机械技术、汽车检测与维修技术、汽车电子技术、汽车技术服务与营销 |
| 3    | 电气工程系     | 机电一体化技术、电气自动化技术、自动化设备应用 |
| 4    | 艺术设计系     | 动漫设计与制作、广告设计与制作、环境艺术设计、工业设计、服装设计、多媒体制作                                                                                                 |
| 5    | 物联网工程系   | 软件技术、物联网技术、计算机网络技术、计算机应用技术 |
| 6    | 商学院         | 建筑工程管理、工程造价、工程监理、金融与证券、财务管理、会计与审计、国际贸易实务、市场营销、电子商务、商务管理、物流管理、旅游管理、人力资源管理、文秘                       |

## 学校领导
| 职位             | 担任者                       | 参考链接 |
| ---------------- | ---------------------------- | -------- |
| 党委书记         | 陆国平                       | [ 3 ]    |
| 党委副书记       | 席海涛                       | [ 3 ]    |
| 院长、党委副书记 | 任远                         | [ 3 ]    |
| 副院长           | 任建伟、陆锦军、辛春晖、张瑜 | [ 3 ]    |